# Велма Динкли
Велма Динкли (англ. Velma Dinkley) — одна из главных героев медиафраншизы «Скуби-Ду». Впервые появилась в мультсериале «Скуби-Ду, где ты!» (1969).

## Образ
Обычно Велма носит оранжевую водолазку, красную юбку и гольфы до колен. Её образ вдохновлён персонажем Зельдой Гилрой из сериала «Успех Доби Гиллис». Журналисты называют Велму самым умным членом команды Скуби-Ду. У Велмы плохое зрение, поэтому она носит очки.
Согласно телефильму «Скуби-Ду 4: Проклятье озёрного монстра», среднее имя Велмы — Дейзи.
В мультсериале «Скуби-Ду! Мистическая корпорация» намекается, что Велма — еврейка: так, она часто употребляет выражения «Oy» и «Oy gevalt» и слушает музыку в стиле клезмер.
В июне 2020 года Тони Червоне, один из создателей мультсериала «Скуби-Ду! Мистическая корпорация», написал в своём Instagram-аккаунте, что задумывал Велму как лесбиянку в этой версии канона. Впоследствии Велма была также изображена лесбиянкой в мультфильме «Скуби-Ду! Шалость или сладость» (2022) и в сериале «Велма» (2023).

## Актёры
С 1969 по 1973 год Велму озвучивала Николь Джаффе. Позже её заменила Пэт Стивенс, которая озвучивала героиню в 1976—1979 годах. После персонажа озвучивала Марла Фрумкин. С 1997 года по 2002 год Велму озвучивала Би Джей Уорд. В 2002—2015 годах — Минди Кон. Далее героиню озвучила Кейт Микуччи. В мультфильме 2020 года Джина Родригес озвучила взрослую Велму, а Ариана Гринблат — юную. В одноимённом мультсериале 2023 года Велму озвучила одна из продюсеров проекта Минди Калинг.
В кино Велму играли Линда Карделлини, Хейли Кийоко и Сара Гилман.